# Џеп
Џеп је део одевног предмета, врста врећице, пришивене за доњи или горњи део одеће. Џеп такође може бити издвојени одељак одеће или опреме (џеп у торби, на ранцу). Може бити отворен или затворен ако са горње стране има дугмад или патент затварач.
Настао је у средњем веку као замена за врећице које су око појаса носили и сељаци и грађани. У тим врећицама су се носили метални новчићи, али и неке друге ситнице.